# Gare de Sanyo Suma
La gare de Sanyo-Suma (山陽須磨駅, Sanyo-Suma-eki) est une gare ferroviaire localisée dans la ville de Kōbe, dans la préfecture de Hyōgo au Japon. La gare est exploitée par la compagnie Sanyo Electric Railway, sur la ligne principale Sanyo Electric Railway. Le numéro de la gare est  SY-06.

## Situation ferroviaire
Établie à 9 mètres d'altitude, la gare de Sanyo-Suma est située au point kilométrique (PK) 3.7 de la ligne principale Sanyo Electric Railway. 

## Service des voyageurs

### Desserte
La gare de Sanyo-Suma est une gare disposant de deux quais et de quatre voies.
| N° de voie | Ligne                    | Direction       |
| ---------- | ------------------------ | --------------- |
| 1・2       | ▆ Ligne principale Sanyō | Akashi - Himeji |
| 3・4       | ▆ Ligne principale Sanyō | Kobe - Osaka    |

Sanyo Electric Railway
Ligne principale  Sanyo
Train Express direct 
Sanyo-Tarumi - Sanyo-Suma - Tsukimiyama
Train Express direct - S express
Takinochaya - Sanyo-Suma - Tsukimiyama
Local -Train express
Sumaura-kōen - Sanyo-Suma - Sumadera
- On trouvera également dans le périmètre immédiat de la gare, la gare Suma sur la ligne JR Kobe.